# ホンダエンジニアリング
ホンダエンジニアリング（英語表記Honda Engineering Co.,Ltd.）は、本田技研工業の生産技術部門、金型部門を分社化した企業。旧社名はホンダ工機。
本社は栃木県芳賀郡芳賀町。2020年4月1日、本田技研工業に合併され解散。

## ソフトボール部
ホンダエンジニアリングの男子ソフトボール部は、日本男子ソフトボールリーグ東日本に所属。
1981年創立。
2014年、日本リーグ決勝トーナメントを制し初のリーグ優勝。
2020年4月、ホンダエンジニアリングが本田技研工業と合併したことによりHonda男子ソフトボール部に改称。

### 主な選手
- 浅野公太